# غاري ووكر
غاري ووكر (بالإنجليزية: Gary Walker)‏ هو مغني ومغن مؤلف أمريكي، ولد في 9 مارس 1942 في غلينديل في الولايات المتحدة.

## وصلات خارجية
- الموقع الرسمي
- غاري ووكر على موقع IMDb (الإنجليزية)
- غاري ووكر على موقع ميوزك برينز (الإنجليزية)
- غاري ووكر على موقع ديسكوغز (الإنجليزية)